# Miss Mundo Brasil 2007
Miss Mundo Brasil 2007 foi a 2ª edição de um concurso de beleza feminino sob a gestão da MMB Produções & Eventos (representada pelo empresário Henrique Fontes), a 18ª edição de realização de uma disputa específica para a eleição da brasileira para o concurso de Miss Mundo e o 48º ano de participação do Brasil na disputa internacional. Esta edição ocorreu pela décima vez no Estado de São Paulo, tendo sua final realizada no Teatro Municipal de Barueri, com transmissão nacional pela Rede Brasil de Televisão. Disputaram o título vinte e oito (28) candidatas, 13 a menos que a edição anterior. Na ocasião, sagrou-se vencedora a catarinense Regiane Andrade, enfaixada por sua antecessora e finalista do Miss Mundo 2006, Jane Borges.

## Resultados

### Colocações
| Colocação                                               | Representação & Candidata |
| ------------------------------------------------------- | --- |

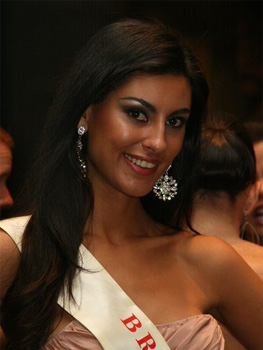
A vencedora deste ano, a catarinense Regiane Andrade durante sua participação no Miss Mundo 2007.

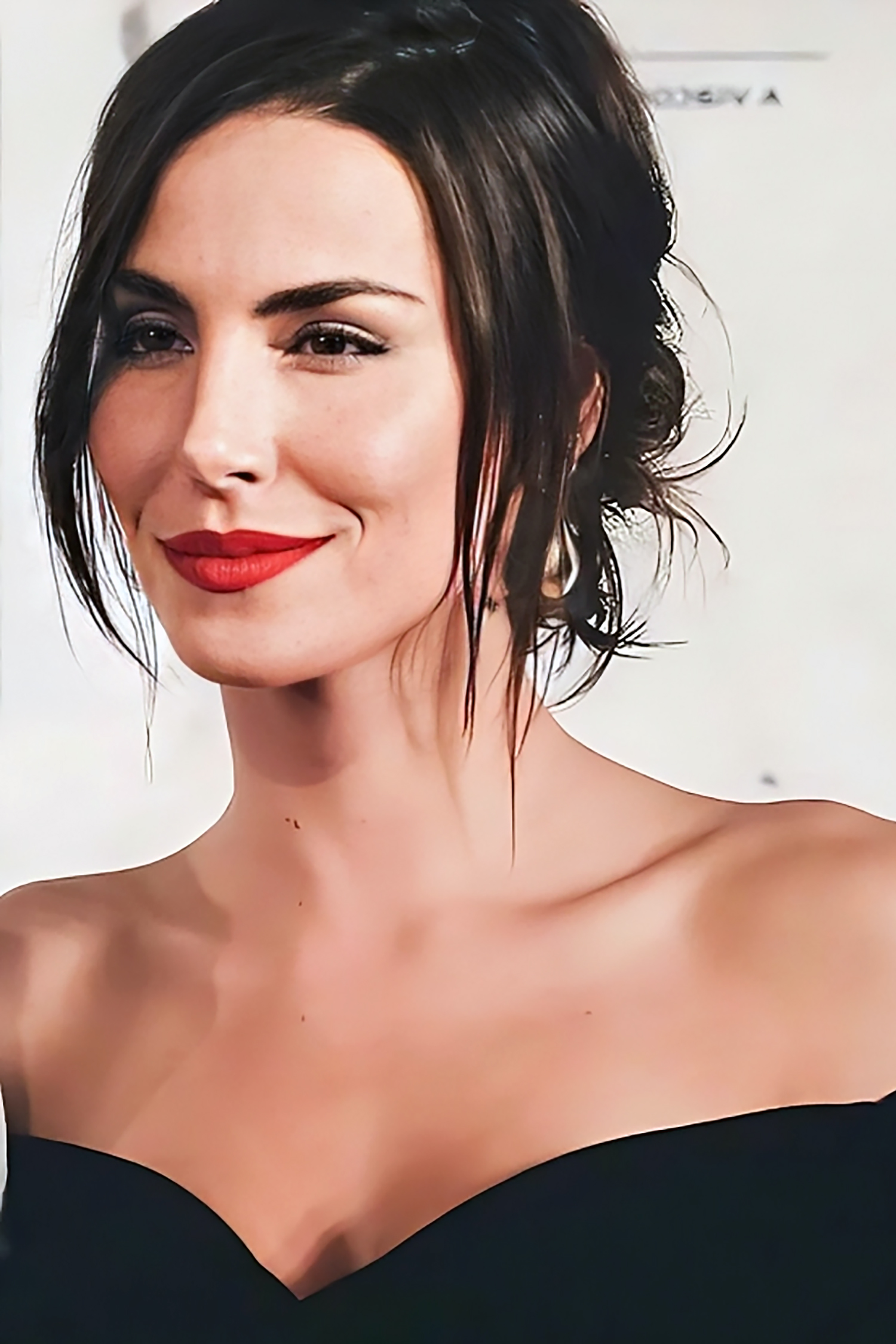
A gaúcha Mel Fronckowiak, segunda colocada do concurso deste ano.

| Vencedora                                               | - Santa Catarina - Regiane Andrade |
| 2º. Lugar                                               | - Rio Grande do Sul - Mel Fronckowiak |
| 3º. Lugar                                               | - Paraná - Kelly Giacomoni |
| 4º. Lugar                                               | - Espírito Santo - Tamara Almeida |
| 5º. Lugar                                               | - Sergipe - Mariana Bridi |
| 6º. Lugar                                               | - Pernambuco - Rayanne Oliveira |
| Top 17 Semifinalistas (Em ordem final de classificação) | - Rondônia - Angelita Botelho - Minas Gerais - Rafaela Vartuli - São Paulo - Vanessa Lopes - Mato Grosso do Sul - Isabelle Sánchez - Fernando de Noronha - Fabiana Medeiros - Rio Grande do Norte - Geise Werzenska - Bahia - Renata Lustosa - Rio de Janeiro - Nayara Lima - Pará - Ivete Rodrigues - Piauí - Samara Carvalho - Paraíba - Morgana Araújo |

### Premiações Especiais
O concurso distribuiu os seguintes prêmios este ano:
| Prêmio              | Representação & Candidata             |
| ------------------- | ------------------------------------- |
| Miss Amizade        | - São Paulo - Vanessa Lopes           |
| Miss Elegância      | - Amapá - Danielle Morais             |
| Miss Fotogenia      | - Espírito Santo - Tamara Almeida     |
| Miss Cordialidade   | - Piauí - Samara Carvalho             |
| Miss Personalidade  | - Rio Grande do Sul - Mel Fronckowiak |
| O Mais Belo Rosto   | - Pernambuco - Rayanne Oliveira       |
| O Mais Belo Vestido | - Tocantins - Janete Mattos           |
| Garota AeroSur      | - Pernambuco - Rayanne Oliveira       |

## Misses Regionais
As candidatas mais bem classificadas por região do País:
| Prêmio                  | Representação & Candidata               |
| ----------------------- | --------------------------------------- |
| Miss Centro-Oeste Mundo | - Mato Grosso do Sul - Isabelle Sánchez |
| Miss Nordeste Mundo     | - Sergipe - Mariana Bridi               |
| Miss Norte Mundo        | - Rondônia - Angelita Botelho           |
| Miss Sudeste Mundo      | - Espírito Santo - Tamara Almeida       |
| Miss Sul Mundo          | - Rio Grande do Sul - Mel Fronckowiak   |

## Competições Classificatórias
As vencedoras ganham uma vaga entre as semifinalistas do concurso:

### Modelo Brasil Mundo L'Equipe
| Prêmio         | Representação & Candidata |
| -------------- | --- |
| 1              | - Minas Gerais - Rafaela Vartuli |
| 2              | - Mato Grosso do Sul - Isabelle Sánchez |
| 3              | - Pará - Ivete Rodrigues |
| Finalistas     | - Espírito Santo - Tamara Almeida - Rondônia - Angelita Botelho - Sergipe - Mariana Bridi                                                                                                |
| Semifinalistas | - Acre - Jamila Fernandes - Bahia - Renata Lustosa - Paraná - Kelly Giacomoni |
| Classificadas  | - Distrito Federal - Poliana Queiroz - Fernando de Noronha - Fabiana Medeiros - Pernambuco - Rayanne Oliveira - Rio Grande do Norte - Geise Werzenska - Santa Catarina - Regiane Andrade |

### Beleza com Propósito
| Prêmio     | Representação & Candidata                                                                                       |
| ---------- | --- |
| 1          | - São Paulo - Vanessa Lopes                                                                                     |
| 2          | - Piauí - Samara Carvalho                                                                                       |
| Finalistas | - Paraíba - Morgana Araújo - Paraná - Kelly Giacomoni - Pernambuco - Rayanne Oliveira - Sergipe - Mariana Bridi |

### Miss Popularidade UOL
| Prêmio | Representação & Candidata                  |
| ------ | ------------------------------------------ |
| 1      | - Fernando de Noronha - Fabiana Medeiros 1 |

1. Fabiana Medeiros venceu com 23.28% dos votos dos internautas do UOL.[12]

## Candidatas
Abaixo encontra-se a lista completa de candidatas deste ano:
| - Acre - Jamila Maria dos Santos Fernandes - Alagoas - Kelmy Santos Barcelos - Amapá - Danielle Moura Morais - Amazonas - Hinajara Corityac Jorio - Bahia - Renata Bruna Lustosa Mororó - Ceará - Laura Micaela Leite Mendes - Distrito Federal - Poliana Marins Queiroz - Espírito Santo - Tamara Almeida Silva - Fernando de Noronha - Fabiana dos Santos Medeiros - Goiás - Kamila do Nascimento Leão - Maranhão - Nilsênia Maria Luz Gomes - Mato Grosso - Samara Valêncio de Melo - Mato Grosso do Sul - Isabelle Gabriel Sánchez - Minas Gerais - Rafaela Cordeiro Vartuli | - Pará - Ivete Rodrigues da Silva - Paraíba - Morgana de Vasconcellos Araújo - Paraná - Kelly Pedrita Giacomoni - Pernambuco - Rayanne Vieira de Oliveira - Piauí - Samara Araújo de Carvalho - Rio de Janeiro - Nayara Lima da Silva - Rio Grande do Norte - Geise Werzenska dos Santos - Rio Grande do Sul - Melanie "Mel" Nunes Fronckowiak - Rondônia - Angelita Botelho - Roraima - Suellen de Andrade - Santa Catarina - Regiane Andrade - São Paulo - Vanessa Cardoso Lopes - Sergipe - Mariana Bridi Costa - Tocantins - Janete Soares de Mattos |

### Substituições
| - Amapá - Mayara Sussuarana ► Daniele Morais - Espírito Santo - Ariane Colombo ► Tamara Almeida - Goiás - Amanda Maia ► Kamila Leão - Mato Grosso - Flávia Piana ► Samara Valêncio - Mato Grosso do Sul - Cissa Stolariki ► Isabelle Sánchez - Piauí - Ingrid Silveira ► Samara Carvalho - Rio Grande do Sul - Fernanda Dornelles ► Melanie Fronckowiak - Roraima - Daniela Mouta ► Kahena Gallerani ► Suellen de Andrade - Sergipe - Aline Buzato ► Mariana Bridi |

## Designações
Candidatas designadas para representar o Brasil em concursos internacionais à convite da organização:
Legenda
      A representante do Brasil venceu a disputa.
       A representante do Brasil parou na 2ª colocação.
       A representante do Brasil parou na 3ª colocação.
| Candidata & Posição no concurso        | Concurso                                                                   | Posição        |
| -------------------------------------- | -------------------------------------------------------------------------- | -------------- |
| Regiane Andrade (1ª colocada)          | Miss World 2007 (Final: Sanya, China)                                      |                |
| Vanessa de Jesus (2ª colocada em 2006) | Miss Tourism Queen International 2007 (Final: Zhengzhou, China)            | Miss Fotogenia |
| Tamara Almeida (3ª colocada em 2006) 1 | Miss Tourism Queen International 2007 (Final: Zhengzhou, China)            | 3ª Colocada    |
| Clarissa Caetano (5ª colocada em 2006) | Reinado Internacional del Café 2007 (Final: Manizales, Colômbia)           |                |
| Mariana Bridi (5ª colocada)            | Miss Bikini International 2007 (Final: Zhengzhou, China)                   | Melhor Corpo   |
| Anelize Garcia (9ª colocada em 2006)   | Miss Global Beauty Queen 2007 (Final: Ningbo, China)                       | Top 15         |
| Nayara Lima (14ª colocada)             | Miss Turismo Latina Internacional 2007 (Final: Caracas, Venezuela)         | Vencedora      |
| Janaína Macêdo (20ª colocada em 2006)  | Miss Hawaiian Tropic International 2007 (Final: Las Vegas, Estados Unidos) |                |

1 Tamara Almeida representou o arquipélago de Fernando de Noronha.